# Протока Літке
Протока Літке (рос. Пролив Литке) — протока в Карагінській затоці Берингового моря, розташована біля північно-східного узбережжя Камчатського півострова, в Камчатському краї Далекого Сходу Росії. Відокремлює Карагінський острів від материкової частини півострова. Її ширина становить від 27 до 73 кілометрів.
Протока названа на честь мореплавця Федора Петровича Літке. Вона була обстежена у 1828 році екіпажем шлюпу «Сенявін» під командуванням Літке.